# Distrito de Kaisō
El distrito de Kaisō (海草郡 Kaisō-gun?) es un distrito localizado en la prefectura de Wakayama, Japón. En junio de 2019 tenía una población estimada de 8.362 habitantes y una densidad de población de 65,2 personas por km². Su área total es de 128,34 km².

## Localidades
- Kimino